# Edward Forster
Pour les articles homonymes, voir Forster.
Edward Forster est un botaniste britannique, né le 12 octobre 1765 à Walthamstow et mort le 23 février 1849.

## Biographie
Fils d’Edward Forster le vieux et de Susanna Furney et frère de Benjamin Meggot Forster. Il étudie le commerce aux Pays-Bas. Il étudie la botanique à partir de 1780 à Epping Forest. Il se marie en 1796 avec Mary Jane Greenwood (elle meurt en décembre 1846).
Il est fait membre de la Royal Society en 1821 et de la Linnean Society of London (il en est trésorier en 1816 et vice-président en 1828).
Il est notamment l’auteur du Catalogus avium in insulis Britannicis habitantium cura et studio Eduardi Forsteri jun (huit volumes, 1817).